# Maycon (football, 1986)
Pour les articles homonymes, voir Maycon.
Maycon Rogério Silva Calijuri dit Maycon Calijuri ou simplement Maycon, né le 6 juin 1986 à Jaboticabal, est un footballeur professionnel brésilien. Il occupe actuellement le poste d'attaquant au Boeung Ket Angkor.

## Biographie

### Le départ en Europe, en Biélorussie puis en Pologne
Arrivé en Europe en 2008, Maycon met un peu de temps à s'intégrer au système de jeu du FK Gomel, club de Biélorussie, et intègre l'équipe professionnelle après quelques mois. Il joue une quinzaine de matches et marque trois buts. L'année suivante, il explose au grand jour et inscrit pratiquement la moitié des buts de son équipe. Avec quinze réalisations, il devient même le meilleur buteur du championnat biélorusse, mais ne peut empêcher la relégation de Gomel en deuxième division.
Le 25 janvier 2010, il signe un contrat de quatre ans avec le Jagiellonia Białystok, club polonais. Peu utilisé, il est mis sur le banc, puis prêté au Piast Gliwice le 31 août. En deuxième division, il n'éprouve pas de difficultés pour jouer, et après vingt-six matches rentre à Białystok. Mais une nouvelle fois, il ne joue pratiquement pas et est l'objet d'un nouveau prêt. Cette fois-ci, il retourne en Biélorussie et rejoint le champion en titre, le BATE Borissov.

## Palmarès
- Championnat de Biélorussie : 2012
- Meilleur buteur du championnat de Biélorussie : 2009 (15 buts)